# Kiełpiny (województwo wielkopolskie)
Kiełpiny – wieś w Polsce położona w województwie wielkopolskim, w powiecie wolsztyńskim, w gminie Siedlec. Od wschodu i północy Kiełpiny opływa Rów Grabarski. Na wschód od wsi przebiega linia kolejowa Zbąszyń-Leszno.

## Nazwa
Wieś ma metrykę średniowieczną i pierwotnie związana była z Wielkopolską. Istnieje co najmniej od połowy XIII wieku. Wymieniona została w 1259 w łacińskim dokumencie jako Kelpino, 1380 Kelpina, 1401 Culpino, 1419 Kelpini, 1420 Kyelpino, 1434 Kelpyno, 1482 Kyelpyny, 1496 Calpyno, 1530 Kyelpini, 1537 Kapyni, 1571 Kielpiny.
Nazwa powstała ze słowa kiełp, oznaczającego łabędzia. Pod koniec XIX wieku używano nazwy Kiełpin.

## Historia
Według niektórych źródeł Kiełpiny były wzmiankowane już w 1249 roku jednak data ta uznawana jest przez historyków za błędną i występuje na kopii dokumentu, która powstała w XVII wieku. W 1259 miejscowość należała do kasztelanii zbąszyńskiej. Początkowo była własnością rycerską, a później stała się własnością kościelną należącą do zakonu cystersów; początkowo opactwa cystersów w Paradyżu, a później opactwa cystersów w Obrze.
W 1257 książę wielkopolski Przemysł I zezwolił cystersom paradyskim z Paradyża na lokowanie na prawie niemieckim szeregu wsi w tym m.in. wsi Kiełpiny. W 1259 książę wielkopolski Bolesław Pobożny rozstrzygnął spór Ikona palatyna legnickiego oraz Michała z synami Iwona, Chrostlą i Janem o dziedzictwo wsi Kiełpin, leżącej w kasztelanii zbąszyńskiej. Przysądził je ostatecznie Ikonowi oraz Michałowi. W 1287 kolejny książę wielkopolski Przemysł II zatwierdził nadanie wsi Kiełpiny cystersom oberskim, dokonane przez Michała kasztelana wrocławskiego oraz jego brata Mironka, palatyna legnickiego uwalniając ją jednocześnie od wszystkich innych powinności.
Od 1380 Kiełpiny podlegały pod parafię w Siedlcu. W 1431 miejscowość leżała w powiecie kościańskim Korony Królestwa Polskiego.
W 1412 odnotowano drogę publiczną wiodąca z Grodziska do Kiełpina. W 1431 król polski Władysław Jagiełło zatwierdził klasztorowi w Obrze szereg historycznych dokumentów, a w tym m.in. nadanie wsi Kiełpiny z 1287 księcia wielkopolskiego Przemysła II. W 1496 król polski Jan Olbracht na skargę opata oberskiego, że poborcy pobierają tytułem poradlnego jeden wiardunek od łanu rocznie z dóbr klasztornych, w tym także m.in. z Kiełpin, ustanowił w tych dobrach poradlne wysokości dwa grosze z łanu
Miejscowość odnotowały historyczne rejestry podatkowe. W 1510 wieś należąca do opactwa oberskiego miała 12 kmieci oraz pół łana osiadłego, a sołectwo liczyło dwa łany. W 1530 odnotowano pobór podatków z 7 łanów, a z karczmy 3 grosze. W 1580 pobór odbył się z 10 łanów, dwóch łanów opuszczonych, dwóch łanów sołectwa, 6 zagrodników, trzech komorników oraz jednego najemnego robotnika od pługa zwanego ratajem.
W 1531 opisano okolicę przy okazji rozgraniczenia wsi Kiełpiny, Kijakowa i Powodowa przez Jakuba opata oberskiego oraz Wawrzyńca Powodowskiego. Kopiec narożny dzielący Kiełpiny, Powodowo oraz Niałek znajdował się koło dąbrowy zwanej Zapust Niałecki, stąd granica biegła drogą do Wolsztyna i dalej obok łąki za Karczmarskim Kątem, przez rolę U Gugowego Kąta do pola Michaleczki, które należało do Powodowa i oznaczało granicę tej wsi z Kiełpinem. Dalej granica biegła przez drogę z Powodowa do Kiełpina, przez las zwany Gęsta Miedza, przez łąkę zwaną Krzewis, przez Marków Kąt do kopca na łące sołtysa z Kijakowa, leżącej za lasem zwanym Ognikowo. Łąka ta leżała przy łące pana Powodowskiego gdzie kończyły się granice Kiełpin. W 1558 w opisie granic Powodowa wymieniono nowy kopiec ścienny dzielący tę wieś od Kiełpiny.
Pod koniec XVI wieku miejscowość była wsią duchowną, własnością opata cystersów w Obrze i leżała w powiecie kościańskim województwa poznańskiego w Rzeczypospolitej Obojga Narodów.
W wyniku II rozbioru Rzeczypospolitej w 1793, miejscowość przeszła w posiadanie Prus i jak cała Wielkopolska znalazła się w zaborze pruskim. W okresie Wielkiego Księstwa Poznańskiego (1815-1848) miejscowość wzmiankowana jako Kiełpiny należała do wsi większych w ówczesnym powiecie babimojskim. Kiełpiny należały do wolsztyńskiego okręgu policyjnego tego powiatu i stanowiły część majątku Obra, który należał do Dziembowskiego. Według spisu urzędowego z 1837 roku Kiełpiny liczyły 360 mieszkańców, którzy zamieszkiwali 40 dymów (domostw).
W XIX wieku miejscowość liczyła 365 mieszkańców w 51 domach, z czego 85 było wyznania ewangelickiego, a 280 katolickiego. W okolicach Kiełpina odkryto dawne miejsca pochówku (cmentarzyska pogańskie z urnami w 3 różnych miejscach).
W latach 1975–1998 miejscowość administracyjnie należała do województwa zielonogórskiego.

## Zabytki
W Kiełpinach znajduje się zabytkowy zespół dworski i folwarczny, na który składają się:
- dwór z 1861 roku, kryty dachem naczółkowym[7],
- park o pow. 0,80 ha i brama wjazdowa z II poł. XIX wieku[7],
- zabudowania folwarczne: spichlerz i obora z końca XIX wieku oraz hydrofornia z 1930 roku.